# Maurilia lubinatella
Maurilia lubinatella är en fjärilsart som beskrevs av Embrik Strand 1915. Maurilia lubinatella ingår i släktet Maurilia och familjen trågspinnare. Inga underarter finns listade i Catalogue of Life.